# Vermenton
Vermenton község Franciaország Burgundia-Franche-Comté régiójában, Yonne megyében. Új községként 2016. január 1-jén jött létre a korábbi Vermenton és Sacy község egyesítésével. Az egyesülésekor az új község lélekszáma 1370 fő lett.
Lakosainak száma 1349 fő (2016. január 1.). Vermenton Saint-Cyr-les-Colons, Bessy-sur-Cure, Accolay, Cravant, Lichères-près-Aigremont, Lucy-sur-Cure és Sacy községekkel határos.

## Népesség
A település népessége az elmúlt években az alábbi módon változott:

| 2013 | 1 172 |
| 2016 | 1 349 |